# Syrphoctonus sundevalli
Syrphoctonus sundevalli är en stekelart som först beskrevs av Holmgren 1858.  Syrphoctonus sundevalli ingår i släktet Syrphoctonus och familjen brokparasitsteklar. Arten är reproducerande i Sverige. Inga underarter finns listade i Catalogue of Life.